# Lemberg (Saskatchewan)
Lemberg es un pueblo canadiense situado en la provincia de Saskatchewan.

## Superficie
Lemberg tiene una superficie de 2,67 km².

## Demografía
En 2021, tenía 266 habitantes, una densidad poblacional de 99,6 hab./km², y 153 viviendas.